# Nansi Okoro
Nansi Okoro (* 12. Juli 1999) ist eine ehemalige bulgarische Skilangläuferin.

## Werdegang
Okoro startete im Januar 2015 in Gerede erstmals im Balkan Cup und belegte dabei den dritten Platz über 5 km klassisch und den vierten Rang über 5 km Freistil. Im Februar 2016 lief sie bei den Olympischen Jugend-Winterspielen in Lillehammer jeweils auf den 32. Platz über 5 km Freistil und im Cross und auf den 25. Rang im Sprint und bei den Juniorenweltmeisterschaften in Râșnov auf den 63. Platz über 5 km klassisch und den 15. Rang mit der Staffel. In der Saison 2016/17 holte sie in Bansko über 5 km klassisch ihren ersten Sieg im Balkan Cup. Zudem wurde sie jeweils einmal Zweite und Dritte und erreichte zum Saisonende den siebten Platz in der Gesamtwertung. Ihre besten Platzierungen beim Europäischen Olympischen Winter-Jugendfestival 2017 in Erzurum waren der 14. Platz im Sprint und der achte Rang mit der Mixed-Staffel. Bei den folgenden nordischen Skiweltmeisterschaften 2017 in Lahti kam sie auf den 69. Platz über 10 km klassisch und auf den 65. Rang im Sprint. In der Saison 2017/18 siegte sie sechsmal im Balkan Cup. Zudem errang sie jeweils einmal den zweiten und dritten Platz und gewann damit die Gesamtwertung des Balkan Cups. Bei den Juniorenweltmeisterschaften 2018 in Goms belegte sie den 57. Platz im Sprint, den 50. Rang im Skiathlon und den 46. Platz über 5 km klassisch. Im folgenden Jahr startete sie letztmals international. Dabei errang sie bei den nordischen Skiweltmeisterschaften in Seefeld in Tirol den 76. Platz im Sprint und den 72. Platz über 10 km klassisch.

## Siege bei Continental-Cup-Rennen
| Nr. | Datum            | Ort      | Disziplin       | Serie      |
| --- | ---------------- | -------- | --------------- | ---------- |
| 1.  | 24. März 2017    | Bansko   | 5 km klassisch  | Balkan-Cup |
| 2.  | 20. Januar 2018  | Erzurum  | 5 km klassisch  | Balkan-Cup |
| 3.  | 4. Februar 2018  | Naoussa  | 5 km Freistil   | Balkan-Cup |
| 4.  | 28. Februar 2018 | Zlatibor | 5 km Freistil   | Balkan-Cup |
| 5.  | 1. März 2018     | Zlatibor | Sprint Freistil | Balkan-Cup |
| 6.  | 7. März 2018     | Mavrovo  | 5 km Freistil   | Balkan-Cup |
| 7.  | 8. März 2018     | Mavrovo  | 5 km Freistil   | Balkan-Cup |